# ケン・モッカ
ケネス・エドワード・モッカ（Kenneth Edward "Ken" Macha , 1950年9月29日 - ）は、アメリカ合衆国ペンシルベニア州出身の元プロ野球選手、監督。
実際の発音は「モッカ」というよりは「マッカ」だが、「真っ赤」と読まれるのを嫌った球団が本人の同意のもとで「モッカ」と登録。現在でも日本のマスコミはこの表記を用いて報道している。
アメリカ野球殿堂入りを果たしているハル・ニューハウザーは「おじ」にあたる。

## 経歴

### MLB時代
ピッツバーグ大学より1972年のMLBドラフト6巡目でピッツバーグ・パイレーツに指名され契約。1974年9月14日にメジャーデビュー。その後、カナダに本拠地を置くモントリオール・エクスポズ、トロント・ブルージェイズの両球団でプレーした。

### 中日時代
1981年12月11日に中日ドラゴンズに入団することが発表された。中日在籍4年間は3番・三塁手として活躍。三塁守備は失策の多さと守備範囲の狭さから不安定だったものの、打撃では3割を超える打率を3回残し、円熟期の田尾安志・平野謙・谷沢健一・大島康徳・宇野勝・中尾孝義らとともに、強竜打線と呼ばれる打線の一員として活躍する。中日時代の応援歌は「ミッキーマウス・マーチ」だった。
1982年中日優勝の立役者の一人であり、シーズン終盤の読売ジャイアンツとの壮絶なデッドヒートの最中には、中日ナインに「最後まで絶対にあきらめるな」と激励し続けた。1984年にはキャリア最多の31本塁打、93打点を記録する。
1985年も打撃は好調だったが、高齢による更なる守備の衰えもあり、前年入団の藤王康晴をレギュラーとして育成したかったチームの方針により、球団から戦力外通告を受ける。モッカもこれを受け入れ、同時に「最後（9月19日）の巨人戦まで置いてくれ」とフロントに懇願。この日がモッカの引退試合となり、最終打席は西本聖の前に三ゴロに倒れた。試合後は選手から胴上げされ、チームメイトにはユニークなプレゼントを贈った。
アメリカへ帰国後、1987年に古巣エクスポズのコーチに就任し、1992年からはカリフォルニア・エンゼルスに移籍。1995年から1998年はボストン・レッドソックス傘下のマイナーリーグ2A、3Aで監督を務める。1999年にパイレーツ時代のチームメイト、アート・ハウ監督の下、オークランド・アスレチックスのベンチコーチに就任。ハウがニューヨーク・メッツの監督に転じた2003年にはアスレチックスの監督に昇格した。3年契約終了後の2005年のオフシーズンには再契約が難航し一時は退団が発表されるが、その後契約合意がなされた。
2006年はアメリカンリーグ西地区で優勝したが、リーグチャンピオンシップシリーズでデトロイト・タイガースに敗れ解任された。この影響で、同年の日米野球ではMLBチームの指揮を執ることが予定されていたが、レッドソックスのテリー・フランコーナ監督に代わると発表された。
2003年にも東京ドームで予定されていたシアトル・マリナーズとのMLB開幕戦がイラク情勢の悪化で中止となってしまったため、結局監督として来日（凱旋）する機会を2回も失ってしまうこととなった。
2009年からミルウォーキー・ブルワーズ監督を務めたが、2010年シーズン終了後に解任されている。現在は地元の公立大学ウエストモーランド・コミュニティー・カレッジの野球部でコーチを務めている。
モッカは2021年6月12日にBS1で放送された『ワースポ×MLB』に出演し、日本でプレーした時代を振り返った。

## 詳細情報

### 年度別打撃成績
| 年 度    | 球 団    | 試 合 | 打 席 | 打 数 | 得 点 | 安 打 | 二 塁 打 | 三 塁 打 | 本 塁 打 | 塁 打 | 打 点 | 盗 塁 | 盗 塁 死 | 犠 打 | 犠 飛 | 四 球 | 敬 遠 | 死 球 | 三 振 | 併 殺 打 | 打 率 | 出 塁 率 | 長 打 率 | O P S |
| -------- | -------- | ----- | ----- | ----- | ----- | ----- | -------- | -------- | -------- | ----- | ----- | ----- | -------- | ----- | ----- | ----- | ----- | ----- | ----- | -------- | ----- | -------- | -------- | ----- |
| 1974     | PIT      | 5     | 5     | 5     | 1     | 3     | 1        | 0        | 0        | 4     | 1     | 0     | 0        | 0     | 0     | 0     | 0     | 0     | 0     | 0        | .600  | .600     | .800     | 1.400 |
| 1977     | PIT      | 35    | 101   | 95    | 2     | 26    | 4        | 0        | 0        | 30    | 11    | 1     | 1        | 0     | 0     | 6     | 0     | 0     | 17    | 6        | .274  | .317     | .316     | .633  |
| 1978     | PIT      | 29    | 65    | 52    | 5     | 11    | 1        | 1        | 0        | 14    | 5     | 2     | 0        | 0     | 1     | 12    | 1     | 0     | 10    | 3        | .212  | .354     | .269     | .623  |
| 1979     | MON      | 25    | 40    | 36    | 8     | 10    | 3        | 1        | 0        | 15    | 4     | 0     | 0        | 1     | 0     | 2     | 1     | 1     | 9     | 3        | .278  | .333     | .417     | .750  |
| 1980     | MON      | 49    | 120   | 107   | 10    | 31    | 5        | 1        | 1        | 41    | 8     | 0     | 2        | 1     | 0     | 11    | 1     | 1     | 17    | 5        | .290  | .361     | .383     | .745  |
| 1981     | TOR      | 37    | 94    | 85    | 4     | 17    | 2        | 0        | 0        | 19    | 6     | 1     | 1        | 0     | 1     | 8     | 0     | 0     | 15    | 2        | .200  | .266     | .224     | .489  |
| 1982     | 中日     | 130   | 538   | 483   | 57    | 150   | 20       | 2        | 23       | 243   | 76    | 1     | 1        | 1     | 3     | 49    | 2     | 2     | 74    | 10       | .311  | .374     | .503     | .877  |
| 1983     | 中日     | 111   | 427   | 389   | 40    | 110   | 16       | 1        | 15       | 173   | 45    | 0     | 1        | 0     | 3     | 31    | 1     | 4     | 57    | 18       | .283  | .340     | .445     | .784  |
| 1984     | 中日     | 130   | 530   | 465   | 71    | 147   | 25       | 1        | 31       | 267   | 93    | 1     | 2        | 1     | 2     | 55    | 4     | 7     | 54    | 22       | .316  | .395     | .574     | .969  |
| 1985     | 中日     | 102   | 412   | 362   | 46    | 109   | 20       | 2        | 13       | 172   | 54    | 4     | 4        | 0     | 1     | 46    | 4     | 3     | 40    | 17       | .301  | .383     | .475     | .859  |
| MLB：6年 | MLB：6年 | 180   | 425   | 380   | 30    | 98    | 16       | 3        | 1        | 123   | 35    | 4     | 4        | 2     | 2     | 39    | 3     | 2     | 68    | 19       | .258  | .329     | .324     | .652  |
| NPB：4年 | NPB：4年 | 473   | 1907  | 1699  | 214   | 516   | 81       | 6        | 82       | 855   | 268   | 6     | 8        | 2     | 9     | 181   | 11    | 16    | 225   | 67       | .304  | .374     | .503     | .878  |

- 各年度の太字はリーグ最高

### 年度別監督成績
| 年度      | 球団      | 順位      | 試合 | 勝利 | 敗戦 | 勝率 | チーム 本塁打 | チーム 打率 | チーム 防御率 | 年齢 |  |
| --------- | --------- | --------- | ---- | ---- | ---- | ---- | ------------- | ----------- | ------------- | ---- |  |
| 2003年    | OAK       | 西1位     | 162  | 96   | 66   | .593 | 176           | .254        | 3.63          | 53歳 |  |
| 2004年    | OAK       | 西2位     | 162  | 91   | 71   | .562 | 189           | .270        | 4.17          | 54歳 |  |
| 2005年    | OAK       | 西2位     | 162  | 88   | 74   | .543 | 155           | .262        | 3.69          | 55歳 |  |
| 2006年    | OAK       | 西1位     | 162  | 93   | 69   | .574 | 175           | .260        | 4.21          | 56歳 |  |
| 2009年    | MIL       | 中3位     | 162  | 80   | 82   | .494 | 182           | .263        | 4.83          | 59歳 |  |
| 2010年    | MIL       | 中3位     | 162  | 77   | 85   | .475 | 182           | .262        | 4.58          | 60歳 |  |
| 通算：6年 | 通算：6年 | 通算：6年 | 972  | 525  | 447  | .540 |               |             |               |      |  |

- 2010年度シーズン終了時

### 記録
NPB初記録
- 初出場・初先発出場：1982年4月4日、対広島東洋カープ1回戦（広島市民球場）、3番・三塁手で先発出場、4打数1安打
- 初本塁打：1982年4月20日、対読売ジャイアンツ3回戦（藤崎台県営野球場）、新浦壽夫から

NPBその他の記録
- 連続試合本塁打：5 （1984年5月27日 - 6月2日）
- オールスターゲーム出場：1回 （1982年）

### 背番号
- 34 （1974年）
- 30 （1977年 - 同年途中）
- 29 （1977年途中 - 1978年）
- 31 （1979年 - 1980年）
- 8 （1981年）
- 4 （1982年 - 1985年）
- 39 （2003年 - 2006年）
- 40 （2009年 - 2010年）